# 5 km indoor
Le 5 km indoor est une épreuve annuelle créée en 2002 sous l'égide de la Fédération Française de Natation.

## Championnats de France

### Hommes
| Édition                      | Or                                   | Or                  | Argent                                  | Argent         | Bronze                                   | Bronze             |
| ---------------------------- | ------------------------------------ | ------------------- | --------------------------------------- | -------------- | ---------------------------------------- | ------------------ |
| 2002, 1er mai, Aix-les-Bains | Yannick Rieg CN Antibes              | 55 min 19 s 79 RF   | Wilfried Voegtlin EN Caen               | 58 min 23 s 49 | Yann Brochen EN Caen                     | 1 h 00 min 55 s 42 |
| 2003, 1er mai, Besançon      | Yannick Rieg CN Antibes              | 54 min 45 s 16      | Julien Sauvage CN Avignon               | 55 min 56 s 66 | David Genet ASPTT Grand Toulouse         | 56 min 24 s 85     |
| 2004, 1er mai, Melun         | Yannick Rieg CN Antibes              | 55 min 20 s 66      | David Genet ASPTT Grand Toulouse        | 55 min 56 s 40 | Sébastien Rouault CNO St-Germain-en-Laye | 55 min 57 s 26     |
| 2005, 1er mai, La Rochelle   | David Genet ASPTT Toulouse           | 55 min 06 s 31      | Julien Sauvage CN Avignon               | 55 min 29 s 90 | Loïc Branda Toulouse OEC                 | 55 min 53 s 24     |
| 2006, 1er mai, Strasbourg    | Loïc Branda Toulouse OEC             | 53 min 46 s         | Gilles Rondy CN Brest                   | 53 min 50 s 89 | David Genet ASPTT Grand Toulouse         | 53 min 57 s 02     |
| 2007, 1er mai, Vittel        | Nicolas Rostoucher CS Clichy 92      | 53 min 44 s 29      | Loïc Branda Toulouse OEC                | 54 min 02 s 51 | Anthony Pannier CN Braud St-Louis        | 54 min 37 s 46     |
| 2008, 11 mai, Versailles     | Nicolas Rostoucher CS Clichy 92      | 53 min 03 s 81      | Joanes Hedel Dunkerque Nat.             | 53 min 41 s 72 | Julien Sauvage Dauphins du Toulouse OEC  | 53 min 44 s 49     |
| 2009, 1er mai, Dunkerque     | Loïc Branda Dauphins du Toulouse OEC | 53 min 23 s 50      | Sébastien Fraysse SN Versailles         | 53 min 32 s 78 | Julien Sauvage Dauphins du Toulouse OEC  | 53 min 38 s 22     |
| 2010, 1er mai, Troyes        | Sébastien Fraysse SN Versailles      | 53 min 41 s 08      | Julien Sauvage Dauphins du Toulouse OEC | 54 min 10 s 27 | Julien Codevelle ES Nanterre             | 54 min 13 s 67     |
| 2011, 1er mai, Agen          | Sébastien Fraysse SN Versailles      | 52 min 57 s 85 (RF) | Julien Sauvage Dauphins du Toulouse OEC | 53 min 53 s 05 | Charlie Cuignet CA Cholet                | 53 min 53 s 05     |

### Femmes
| Édition                    | Or                                     | Or                 | Argent                                   | Argent             | Bronze                                  | Bronze             |
| -------------------------- | -------------------------------------- | ------------------ | ---------------------------------------- | ------------------ | --------------------------------------- | ------------------ |
| 2002                       | Laura Blomme CN Melun-Dammarie         | 59 min 32 s 89 RF  | Nadège Gaucherot AC Boulogne-Billancourt | 1 h 01 min 13 s 59 | Floriane Richard Mulhouse ON            | 1 h 01 min 35 s 78 |
| 2003, 1er mai, Besançon    | Nadège Gaucherot E 95 Sannois-Montigny | 1 h 01 min 04 s 36 | Floriane Richard ASPTT Strasbourg        | 1 h 01 min 41 s 95 | Coralie Plouviez Rilleux Nat.           | 1 h 02 min 3 s 75  |
| 2004, 1er mai, Melun       | Laure Manaudou CN Melun-Dammarie       | 58 min 15 s 03 RF  | Laura Blomme RC France/ASPTT             | 59 min 29 s 85     | Floriane Richard ASPTT Strasbourg       | 59 min 38 s 32     |
| 2005, 1er mai, La Rochelle | Floriane Richard ASPTT Strasbourg      | 59 min 29 s 02     | Céline Page EN Tours                     | 1 h 00 min 20 s    | Cindy Gangnadoux USM Montargis          | 1 h 01 min 17 s 69 |
| 2006, 1er mai, Strasbourg  | Sarah Bey CN Melun-Dammarie            | 55 min 49 s 79 RF  | Cathy Dietrich Dauphins Obernai          | 58 min 23 s 97     | Floriane Richard ASPTT Strasbourg       | 59 min 15 s 03     |
| 2007, 1er mai, Vittel      | Aurélie Muller CN Sarreguemines        | 58 min 31 s 49     | Cathy Dietrich Dauphins Obernai          | 58 min 41 s 08     | Marilyn Cadour Dauphins du Toulouse OEC | 58 min 59 s 92     |
| 2008, 11 mai, Versailles   | Célia Barrot ASPTT Limoges             | 59 min 10 s 91     | Christel Chiboust CS Clichy 92           | 1 h 00 min 17 s 50 | Coralie Plouviez ASPTT Grand Toulouse   | 1 h 01 min 06 s 79 |
| 2009, 1er mai, Dunkerque   | Coralie Codevelle CS Meaux             | 57 min 12 s 66     | Célia Barrot ASPTT Limoges               | 57 min 44 s 12     | Cathy Dietrich Dauphins Obernai         | 58 min 29 s 50     |
| 2010, 1er mai, Troyes      | Célia Barrot ASPTT Limoges             | 58 min 04 s 51     | Coralie Codevelle ES Nanterre            | 58 min 30 s 76     | Ophélie Aspord Bayonne Aviron Bayonnais | 58 min 47 s 86     |
| 2011, 1er mai, Agen        | Aurélie Muller CN Sarreguemines        | 57 min 09 s 45     | Ophélie Aspord Bayonne Aviron Bayonnais  | 58 min 17 s 76     | Célia Barrot ASPTT Limoges              | 58 min 42 s 07     |